# Joëlle Savey
Pour les articles homonymes, voir Savey.
Joëlle Savey, née le 28 novembre 1946 à Lyon, est une scénariste et dessinatrice française de bande dessinée.

## Œuvres publiées

### Dans des parutions
- Années 1970 Lucile et le cheval vert
- Cuscute[1]
  - 1987 Tome 1 La Cathédrale engloutie
  - 1987 Tome 1 Les Yeux de jade

### Albums
- Cuscute (scénario et dessin), éditions Fleurus

1. La Cathédrale engloutie, 1987
2. Les Yeux de jade, 1987
3. Tro Breizh?

- Le Postillon (scénario et dessin), collection « Vécu », éditions Glénat

1. Ce qu'a vu le vent de l'Est, 1990
2. La Porte du temps, 1991
3. Le Chant des escoliers, 1992
4. Parfums d'enfer, 1993

- Poème rouge (scénario), avec Pierre Wachs (dessin), éditions Glénat

1. Eliska, 2002[2]
2. Eleonora, 2003
3. Eloa, 2005

- Souvenirs de Toussaint (dessin), avec Didier Convard (scénario)

1. La Croix des vaches, 1999[3]
2. Sang de porc ou la fée verte, 2001
3. L'Oiseau bleu, 2003
4. La Toile écarlate, 2005
5. Bleu au revoir

- Taïga (dessin), avec Frank Giroud (scénario), collection « Vécu », éditions Glénat

1. Le Cosaque, 1995
2. Samarcande, 1996
3. Le Miroir d'Allah, 1998

- Balzac (dessin) avec Jean Dufaux (scénario), collection « Grands écrivains », éditions Glénat
- La Conjuration des vengeurs (scénario), avec Cyrille Ternon, éditions Glénat

1. La Vallée des hommes, 2011
2. Les Nobles voyageurs, 2012